# Misfit (DC Comics)
Misfit (Charlotte "Charlie" Gage-Radcliffe) è un personaggio immaginario presente nell'Universo DC. Comparve per la prima volta in Birds of Prey n. 96 (settembre 2006) come ragazza che sogna di diventare Batgirl, prima di prendere l'identità di Misfit.

## Biografia del personaggio
Misfit comparve come una figura ombrosa, con indosso una variante fatta in casa del classico costume di Batgirl di Barbara Gordon, accurato abbastanza da essere confuso con l'originale in piena notte. Sembrava avere una certa competenza con le arti marziali e i batarang, in quanto fu in grado di salvare una coppia da alcuni rapinatori. Il ragazzo della coppia appena salvata disse "Batgirl è tornata!".
Questo fu sufficiente perché Barbara inviasse Black Canary e la Cacciatrice a trovare la nuova Batgirl. Con Gypsy che fungeva da esca, come una donzella in difficoltà, la ragazza si rivelò, e dopo aver mostrato i suoi poteri metaumani di teletrasporto, super forza e fattore di guarigione, salvò la Cacciatrice prima che fosse ferita, e mostrò una grande conoscenza delle attività delle Birds of Prey, e si teletrasportò proprio dietro Barbara per parlare con lei. Oracolo, impressionata dalle abilità della giovane, ma scoraggiata dalla sua giovane età, le mostrò foto dell'autopsia di Stephanie Brown per dissuaderla dal combattere il crimine. La misteriosa ragazza accettò di abbandonare la sua identità di Batgirl, ma non di abbandonare la carriera eroica.

### Misfit
Difatti, la ragazza apportò lievi modifiche al costume, come una stilizzata lettera M (simile a un pipistrello) invece del simbolo classico sul petto di Batgirl, e una minigonna di jeans, e si rinominò Misfit. La sua competenza con i propri poteri in questo periodo sembrò essere aumentata, in quanto ora era in grado di teletrasportarsi da Metropolis fino nella California del Sud e dal quartier generale di Oracolo a Metropolis fino ad un luogo non specificato in Russia. Qui, aiutò le Birds of Prey contro i Segreti Sei.
La sua identità cessò di essere un mistero quando il nuovo Spy Smasher rivelò il suo vero nome e il suo ultimo indirizzo a Oracolo. Si scoprì che Misfit era figlia unica di una madre single. Visse nei bassifondi di Metropolis finché non scoppiò un incendio. Misfit era apparentemente in grado di teletrasportare sé stessa e qualsiasi altra cosa non-organica, ma non era in grado di portare niente di organico con sé. Fu in grado di teletrasportarsi per salvarsi, ma dovette abbandonare sua madre alla morte. Sola e spaventata, Misfit usò i suoi poteri per spiare le Birds of Prey, ammirando segretamente il gruppo di eroine. Le Birds accettarono di agire da famiglia, anche se disfunzionale, surrogata della giovane.
La temerarietà di Charlotte e la sua impulsività causarono tensione tra lei e le sue "madri" surrogate. Mentre pilotava un robot gigante durante un combattimento contro un gangster adolescente con poteri magici, Misfit ignorò deliberatamente gli ordini di Oracolo di non toccare determinati pulsanti della macchina. Dopo che i pulsanti furono premuti, un intero bassofondo fu ridotto in macerie, lasciando morti sia il criminale che molte persone innocenti a causa delle sue azioni. Oracolo crollò sotto pressione, in quanto le sue decisioni erano già indebolite dalla perdita della fiducia di Superman nelle sue abilità. Cominciò ad addestrare Misfit ancora più duramente, incolpando sé stessa per aver inviato Misfit sul campo di battaglia senza una preparazione adeguata. Misfit riuscì a dimostrarsi degna di nuovo, sconfiggendo Black Alice in preda alla rabbia e salvando Manhunter da un gruppo di criminali con poteri magici.
Ricordando la morte di sua madre, Misfit si teletrasportò a Metropolis, dove fu rapita dagli scagnozzi di Darkseid, alimentata da droghe sperimentali per sfatare la sua volontà e costringendola a combattere contro altri metaumani. Anche Black Alice fu catturata, e considerò di rubare l'abilità teleportante di Misfit per scappare. Tuttavia, una scoperta di Bernadeth, dove si affermava che le due fossero imparentate, fece s' che Black Alice salvasse la propria rivale. Alla fine, Misfit fu liberat dagli effetti delle droghe, ma fu lasciata psicologicamente scossa.
La storia dei Teen Titans "Titans Tomorrow...Today!" rivelò che da adulta in una linea temporale alternativa, Charlotte era la Cacciatrice nei Titans Army, aveva tinto i suoi capelli di biondo e indossava calze a rete, come Black Canary. "Vendetta Oscura!" rimase il suo caratteristico urlo di battaglia. Nel presente, Misfit espresse il desiderio di farsi crescere i capelli come "quelli della Cacciatrice, ma biondi, forse". Entrambe queste storie furono scritte da Sean McKeever.
Quando Barbara Gordon si trasferì dal quartier generale delle Birds of Prey a "Platinum Flats" (una città immaginaria nella Silicon Valley) per affrontare un gruppo di criminali colletti bianchi, costrinse Misfit a iscriversi al liceo locale. Qui, Charlotte sembrò avere difficoltà a inserirsi, in quanto la sua personalità audace non si piegava con i figli sofisticati dei ricchi della "new economy". In più, si ritrovò sorpassata in popolarità dalla sua rivale, Lori, una ex fuori casta goth, ma ora considerata esotica e attraente dall'élite disadattata di Platinum Flats.
Misfit comparve di recente in Teen Titans n. 66, chiedendo ai Titans di diventare un nuovo membro della squadra e disse loro di non dire niente a Oracolo. Mentre Robin le disse che le porte erano sempre aperte per lei, non divenne un membro della squadra, e fu scartata in favore di Static, Aquagirl e Kid Eternity. Dopo l'apparente morte di Bruce Wayne, le Birds of Prey si separarono e presero tutte strade diverse. Qualche tempo dopo, durante gli eventi di Nel Giorno Più Splendente, Oracolo si riunì a Gotham City con Black Canary e la Cacciatrice, menzionando intanto che Charlotte adesso viveva con una famiglia adottiva. Più avanti si scoprì che era una dei soli cinque eroi fuori dalle Birds of Prey che sapeva che Oracolo non era veramente morta.
Per quanto non fosse più un membro delle Birds of Prey, Charlotte comparve come membro della super squadra tutta al femminile di Wonder Woman in Wonder Woman n. 600. Alla fine comparve in un incontro che coinvolse un affiatato gruppo di eroi di Gotham che si erano incontrati con Oracolo dopo che questa inscenò la propria morte. Ebbe uno scambio di vedute con Stephanie Brown, la ragazza che di recente era succeduta a Cassandra Cain come nuova Batgirl e correntemente fungeva da protetta di Oracolo.

### New 52
Misfit ebbe un breve cameo in Batgirl n. 34 come una delle tante eroine in aiuto di Barbara Gordon nella sua guerra contro Knightfall.

## Poteri e abilità
Misfit possiede l'abilità di teletrasportarsi ("saltellare", come lo chiama lei) verso vaste distanze senza errore, e senza necessità di conoscere la disposizione della sua destinazione. Oracolo si riferì a lei chiamandola "la più potente teleporta che ho mai incontrato". Apparentemente, questa abilità le permette anche di bypassare i sistemi di sicurezza, in quanto fu in grado di entrare in casa di Oracolo senza far scattare nessun allarme, una caratteristica che neanche Batman o Martian Manhunter sono stati in grado di raggiungere; conosce anche i veri nomi delle Birds of Prey, informazioni che riuscì ad ottenere solo nascondendosi nel centro operativo di Oracolo e ascoltando le sue discussioni con la squadra.
Il potere di Misfit è limitato a sé stessa e agli oggetti non animati in suo possesso, come disse ad Oracolo, in quanto durante l'incendio riuscì a salvare sé stessa ma non sua madre perché "sapevo dai miei tentativi che niente di vivo poteva sopravvivere ai saltelli con me". Dopo aver temporaneamente preso in prestito i poteri di Misfit, Black Alice li utilizzò per teletrasportarsi via insieme a Nonnina Bontà facendola esplodere nel momento del teletrasporto.
Misfit possiede anche un certo grado di guarigione accelerata; quando fu colpita da un proiettile alla pancia diretto alla Cacciatrice, guarì completamente la ferita pochissimi minuti dopo, e poi disse ad Oracolo che era "il modo in cui non rimango ferita se mi faccio male". Darkseid riuscì a capire che Misfit guariva più velocemente durante il teletrasporto, in quanto fu in grado di riparare il proprio volto bruciato in pochi "salti". Sembrò mostrare anche una certa forza super umana, anche se questa non fu confermata. Il suo potere sembra derivare da naturali abilità super umane con cui nacque, invece di essere la conseguenza di qualche influenza esterna dopo la nascita. Queste abilità sono magiche (Homo Magi) in natura, e queste permisero a Black Alice di incanalarle.
Durante il suo periodo nelle Birds of Prey, Misfit ricevette un duro allenamento in arti marziali da Oracolo. Anche se mancante delle abilità e dell'esperienza delle sue compagne, Misfit dimostrò sufficientemente in grado di difendersi, e anche di sconfiggere metaumani con più esperienza, come Livewire e quattro altre ragazze metaumane non identificate.